# Potentilla micrantha
Potentilla micrantha là loài thực vật có hoa trong họ Hoa hồng. Loài này được Ram. ex DC. miêu tả khoa học đầu tiên năm 1805.

## Hình ảnh

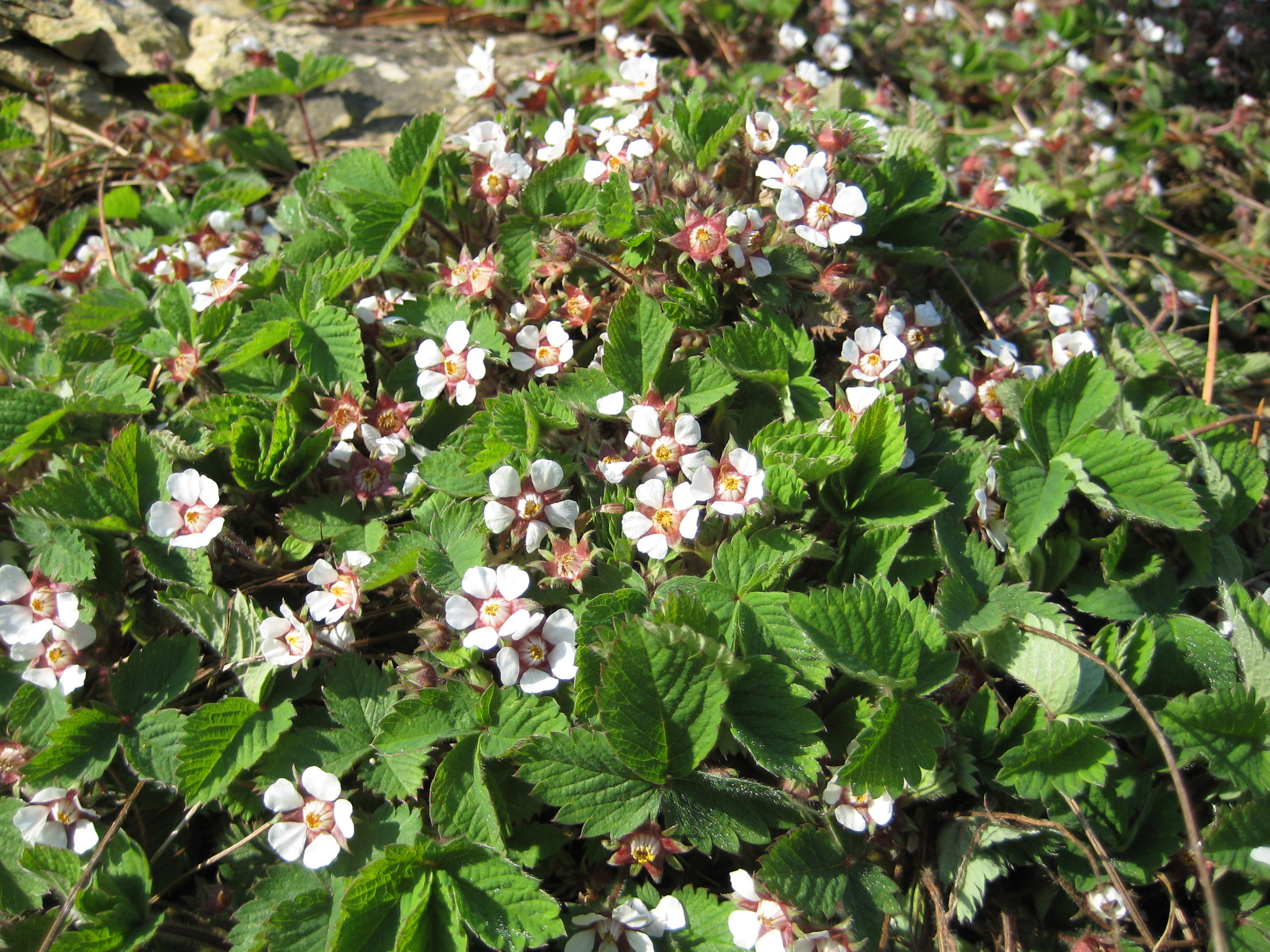
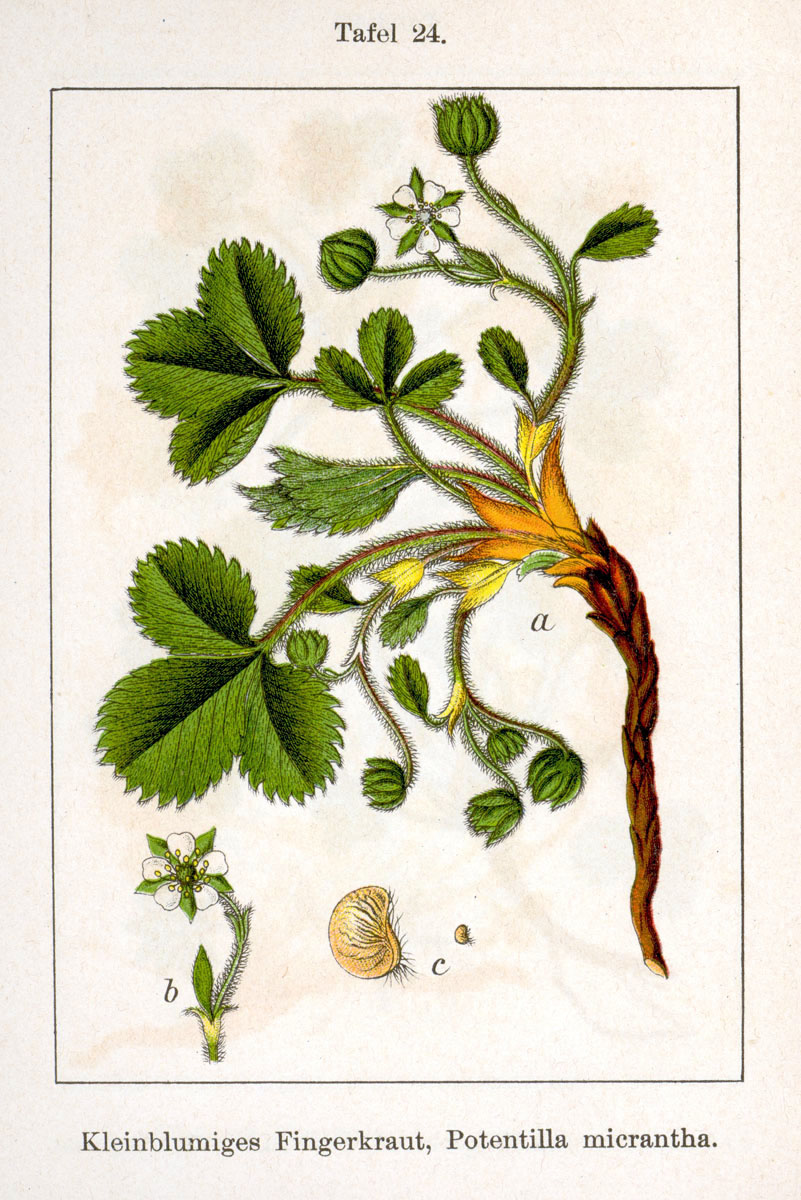